# Trachycarpus martianus
Trachycarpus martianus är en enhjärtbladig växtart som först beskrevs av Nathaniel Wallich och Carl Friedrich Philipp von Martius, och fick sitt nu gällande namn av Hermann Wendland. Trachycarpus martianus ingår i släktet Trachycarpus och familjen Arecaceae. Inga underarter finns listade i Catalogue of Life.

## Bildgalleri

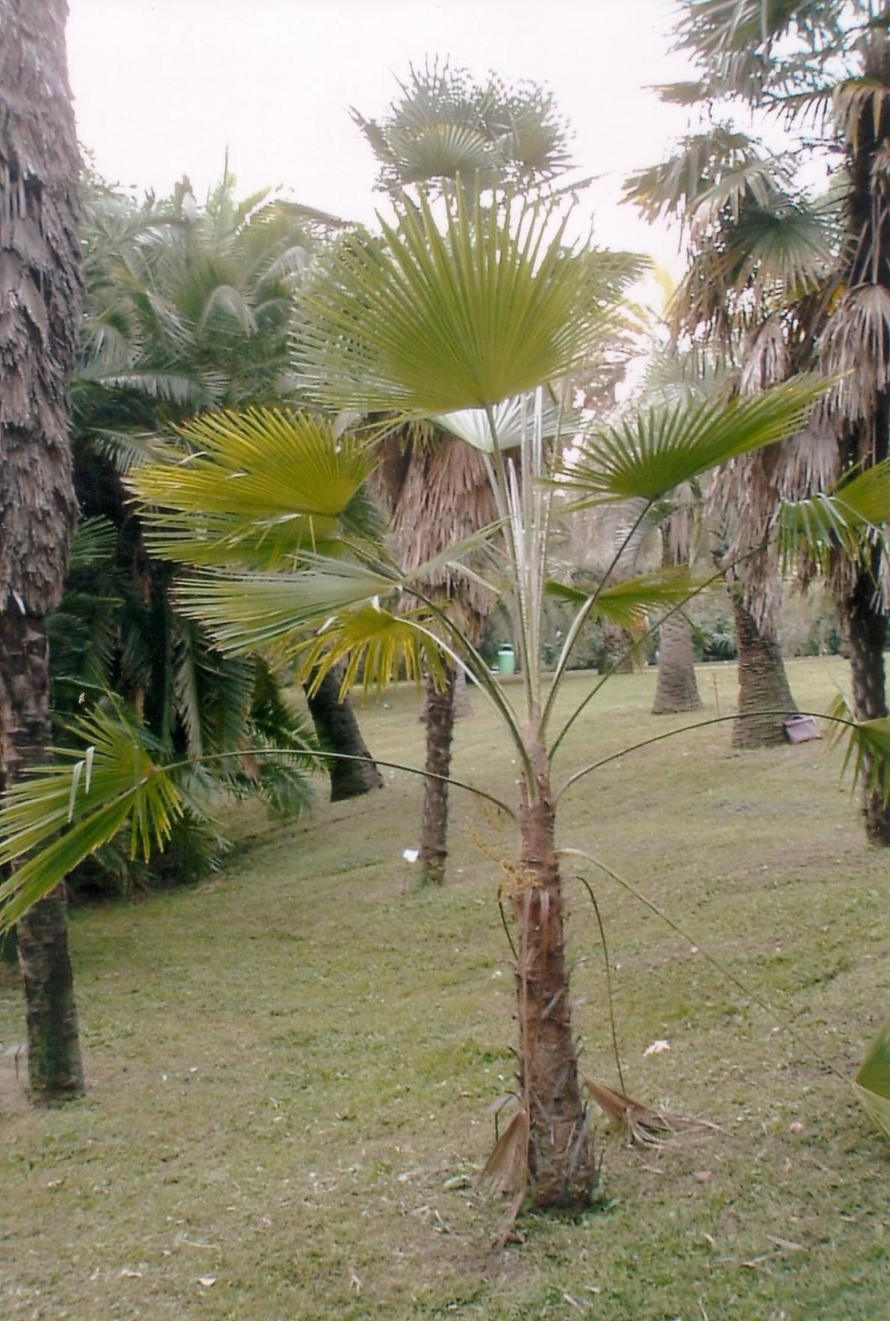
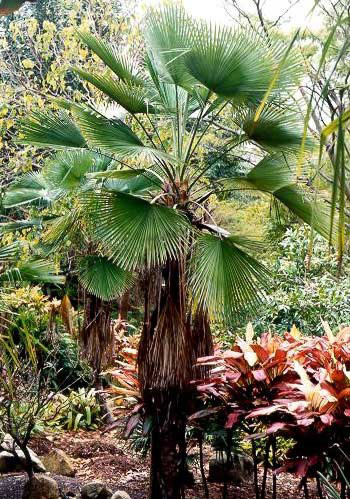